# Jacobaea ambigua
El senecio cinerario del Etna (Jacobaea ambigua) es una planta de la familia Asteraceae, planta endémica de Sicilia.

## Descripción
Es una planta caméfita subfruticosa, alta 20–50 cm. 
Relacionada con Senecio cineraria, de la que se diferencia por el tallo más delgado por las yemas más numerosas.

## Distribución yhábitat
Es un endemismo de Sicilia circunscrito a las faldas del Etna, donde crece sobre terrenos de naturaleza lávica, entre los 100  y los 1100 m s. n. m. 

Aunque también está presente en la Sicilia nororiental, entre Milazzo y Capo d'Orlando (S. ambiguus nebrodensis), y en Grecia (S. ambiguus taygeteus).

## Taxonomía
Jacobaea ambigua fue descrita por  (Biv.) Pelser & Veldkamp  y publicado en Compositae Newslett. 44: 3. 2006
Etimología
Jacobaea: nombre genérico que podría provenir de dos fuentes posibles: (1) de  St. James (Jacob o Jacobo), uno de los 12 apóstoles; o (2) en referencia a la isla de Santiago (Cabo Verde).  El nombre científico aceptado actualmente ( Jacobaea ) fue propuesta por el botánico escocés Philip Miller (1691-1771) en la publicación ”The Gardeners dictionary, containing the methods of cultivating and improving the kitchen, fruit and flower garden, as also the physick garden, wilderness, conservatory and vineyard” (Cuarta edición, Londres) nel 1754.
ambigua: epíteto latíno  que significa "dudosa".
Sinonimia
Sinonimia
- Cineraria ambigua Biv.
- Cineraria bicolor subsp. ambigua' (Biv.) Nyman
- Senecio ambiguus (Biv.) DC.
- Senecio gibbosus subsp. ambiguus (Biv.) Arcang[5]
- Senecio taygeteus Boiss. & Heldr.

## Enlaces relacionados
- Flora endémica de Sicilia